# أغيلار (كولورادو)
أغيلار (بالإنجليزية: Aguilar)‏ هي بلدة تقع في مقاطعة لاس أنيماس، كولورادو بولاية كولورادو في الولايات المتحدة. تأسست عام 1894، تبلغ مساحتها 1 (كم²)، وترتفع عن سطح البحر 1949 م، بلغ عدد سكانها 593 نسمة في عام 2000 حسب إحصاء مكتب تعداد الولايات المتحدة وتصل الكثافة السكانية فيها 593 نسمة/كم2.

## وصلات خارجية
- Town of Aguilar website
- The US50 - Cities and Towns in Colorado State
- Colorado Cities and Towns, Facts, Map, Flag, Colleges, Government, and More